# Lijst van Eerste Kamerleden 1948-1951
Lijst van Eerste Kamerleden 1948-1951 geeft een overzicht van de leden van de Nederlandse Eerste Kamer in de periode tussen de verkiezingen van 1948 en de verkiezingen van 1951. De zittingsperiode van de Eerste Kamer ging in op 27 juli 1948 en eindigde op 18 september 1951. 
De Eerste Kamer telde 50 leden, gekozen door de leden van Provinciale Staten in de elf provincies. Eerste Kamerleden werden gekozen voor een termijn van zes jaar; om de drie jaar werd de helft van de Eerste Kamer vernieuwd.
| Naam                          | politieke partij                        | KG  | begindatum        | einddatum         | refs   |
| ----------------------------- | --------------------------------------- | --- | ----------------- | ----------------- | ------ |
| Hendrik Algra                 | Anti-Revolutionaire Partij              | III | 27 juli 1948      | 15-07-1952 [ d ]  | [ 1 ]  |
| Anne Anema                    | Anti-Revolutionaire Partij              | IV  | 27 juli 1948      | 18 september 1951 | [ 2 ]  |
| Ton Barge                     | Katholieke Volkspartij                  | IV  | 27 juli 1948      | 20 oktober 1949   | [ 3 ]  |
| Leo Beaufort                  | Katholieke Volkspartij                  | II  | 25 augustus 1948  | 18 september 1951 | [ 4 ]  |
| Bernard Berger                | Katholieke Volkspartij                  | I   | 27 juli 1948      | 15-07-1952 [ d ]  | [ 5 ]  |
| Steven Bierema                | Volkspartij voor Vrijheid en Democratie | II  | 27 juli 1948      | 14 februari 1950  | [ 6 ]  |
| Jaap Brandenburg              | Communistische Partij Nederland         | III | 27 juli 1948      | 15-07-1952 [ d ]  | [ 7 ]  |
| Jan van den Brink             | Katholieke Volkspartij                  | II  | 27 juli 1948      | 12 augustus 1948  | [ 8 ]  |
| Edward Brongersma             | Partij van de Arbeid                    | I   | 27 juli 1948      | 22 juli 1950      | [ 9 ]  |
| Adrianus de Bruijn            | Katholieke Volkspartij                  | I   | 27 juli 1948      | 15-07-1952 [ d ]  | [ 10 ] |
| Jaap Cramer                   | Partij van de Arbeid                    | II  | 27 juli 1948      | 15 juli 1951      | [ 11 ] |
| Johannes Deckers              | Katholieke Volkspartij                  | I   | 2 november 1949   | 1 mei 1951        | [ 12 ] |
| Nico Donkersloot              | Partij van de Arbeid                    | IV  | 27 juli 1948      | 27 februari 1949  | [ 13 ] |
| Hugo de Dreu                  | Partij van de Arbeid                    | IV  | 25 augustus 1948  | 18 september 1951 | [ 14 ] |
| Gerrit van Heuven Goedhart    | Partij van de Arbeid                    | III | 27 juli 1948      | 1 januari 1951    | [ 15 ] |
| Jan Hoogland                  | Partij van de Arbeid                    | IV  | 27 juli 1948      | 18 september 1951 | [ 16 ] |
| Sijtze de Jong                | Partij van de Arbeid                    | II  | 19 juni 1951      | 18 september 1951 | [ 17 ] |
| Jan Jonkman                   | Partij van de Arbeid                    | II  | 27 juli 1948      | 18 september 1951 | [ 18 ] |
| Paul Kapteyn                  | Partij van de Arbeid                    | I   | 19 september 1950 | 15-07-1952 [ d ]  | [ 19 ] |
| Piet Kerstens                 | Katholieke Volkspartij                  | I   | 27 juli 1948      | 15-07-1952 [ d ]  | [ 20 ] |
| Johan van de Kieft            | Partij van de Arbeid                    | IV  | 27 juli 1948      | 18 september 1951 | [ 21 ] |
| Arie Kievit                   | Partij van de Arbeid                    | IV  | 30 maart 1949     | 18 september 1951 | [ 22 ] |
| Gualthérus Kolff              | Christelijk-Historische Unie            | II  | 27 juli 1948      | 18 september 1951 | [ 23 ] |
| Hans Kolfschoten              | Katholieke Volkspartij                  | IV  | 12 juli 1949      | 18 september 1951 | [ 24 ] |
| Evert Kraaijvanger            | Katholieke Volkspartij                  | III | 27 juli 1948      | 15-07-1952 [ d ]  | [ 25 ] |
| Jacob Kramer                  | Partij van de Arbeid                    | I   | 27 juli 1948      | 15-07-1952 [ d ]  | [ 26 ] |
| Roelof Kranenburg             | Partij van de Arbeid                    | II  | 27 juli 1948      | 1 juni 1951       | [ 27 ] |
| Cor Kropman                   | Katholieke Volkspartij                  | III | 27 juli 1948      | 15-07-1952 [ d ]  | [ 28 ] |
| Henk J. Kuiper                | Katholieke Volkspartij                  | IV  | 13 december 1949  | 18 september 1951 | [ 29 ] |
| Piet Lieftinck                | Partij van de Arbeid                    | III | 27 juli 1948      | 10 augustus 1948  | [ 30 ] |
| Harry van Lieshout            | Katholieke Volkspartij                  | I   | 27 juli 1948      | 15-07-1952 [ d ]  | [ 31 ] |
| Herman Louwes                 | Volkspartij voor Vrijheid en Democratie | II  | 7 maart 1950      | 18 september 1951 | [ 32 ] |
| Anthonie Molenaar             | Volkspartij voor Vrijheid en Democratie | IV  | 27 juli 1948      | 18 september 1951 | [ 33 ] |
| Herman Nijkamp                | Katholieke Volkspartij                  | II  | 27 juli 1948      | 18 september 1951 | [ 34 ] |
| Henk Oosterhuis               | Partij van de Arbeid                    | II  | 27 juli 1948      | 18 september 1951 | [ 35 ] |
| Rommert Pollema               | Christelijk-Historische Unie            | III | 27 juli 1948      | 15-07-1952 [ d ]  | [ 36 ] |
| Louis Regout                  | Katholieke Volkspartij                  | I   | 27 juli 1948      | 15-07-1952 [ d ]  | [ 37 ] |
| Johannes Reijers              | Christelijk-Historische Unie            | I   | 27 juli 1948      | 15-07-1952 [ d ]  | [ 38 ] |
| Willem Rip                    | Anti-Revolutionaire Partij              | II  | 27 juli 1948      | 18 september 1951 | [ 39 ] |
| Gustave Ruijs de Beerenbrouck | Katholieke Volkspartij                  | I   | 27 juli 1948      | 15-07-1952 [ d ]  | [ 40 ] |
| Joop van Santen               | Communistische Partij Nederland         | III | 27 juli 1948      | 15-07-1952 [ d ]  | [ 41 ] |
| Jan Schalker                  | Communistische Partij Nederland         | II  | 2 september 1948  | 18 september 1951 | [ 42 ] |
| Jan Schipper                  | Anti-Revolutionaire Partij              | IV  | 27 juli 1948      | 18 september 1951 | [ 43 ] |
| Fred Schoonenberg             | Communistische Partij Nederland         | IV  | 21 september 1948 | 18 september 1951 | [ 44 ] |
| Alphonse Steinkühler          | Katholieke Volkspartij                  | I   | 27 juli 1948      | 15-07-1952 [ d ]  | [ 45 ] |
| Dirk Stikker                  | Volkspartij voor Vrijheid en Democratie | III | 27 juli 1948      | 9 augustus 1948   | [ 46 ] |
| Frans Teulings                | Katholieke Volkspartij                  | I   | 27 juli 1948      | 20 september 1949 | [ 47 ] |
| Jetze Tjalma                  | Anti-Revolutionaire Partij              | II  | 27 juli 1948      | 18 september 1951 | [ 48 ] |
| Martina Tjeenk Willink        | Partij van de Arbeid                    | III | 27 juli 1948      | 15-07-1952 [ d ]  | [ 49 ] |
| Joris in 't Veld              | Partij van de Arbeid                    | IV  | 27 juli 1948      | 7 augustus 1948   | [ 50 ] |
| Huub van Velthoven            | Katholieke Volkspartij                  | I   | 27 juli 1948      | 15-07-1952 [ d ]  | [ 51 ] |
| Harrie Verheij                | Katholieke Volkspartij                  | II  | 27 juli 1948      | 18 september 1951 | [ 52 ] |
| Gerrit Vixseboxse             | Christelijk-Historische Unie            | II  | 27 juli 1948      | 18 september 1951 | [ 53 ] |
| Herman van Voorst tot Voorst  | Katholieke Volkspartij                  | IV  | 27 juli 1948      | 1 juni 1949       | [ 54 ] |
| Gerard van Walsum             | Partij van de Arbeid                    | III | 25 augustus 1948  | 5 december 1949   | [ 55 ] |
| Gerard van Walsum             | Partij van de Arbeid                    | III | 15 maart 1950     | 15-07-1952 [ d ]  | [ 55 ] |
| Willem Wendelaar              | Volkspartij voor Vrijheid en Democratie | III | 25 augustus 1948  | 15-07-1952 [ d ]  | [ 56 ] |
| Floor Wibaut                  | Partij van de Arbeid                    | III | 19 december 1949  | 8 februari 1950   | [ 57 ] |
| Floor Wibaut                  | Partij van de Arbeid                    | III | 4 april 1951      | 15-07-1952 [ d ]  | [ 57 ] |
| René Wijers                   | Katholieke Volkspartij                  | I   | 30 mei 1951       | 15-07-1952 [ d ]  | [ 58 ] |
| Jacob de Wilde                | Anti-Revolutionaire Partij              | I   | 27 juli 1948      | 15-07-1952 [ d ]  | [ 59 ] |
| Petrus Witteman               | Katholieke Volkspartij                  | IV  | 27 juli 1948      | 18 september 1951 | [ 60 ] |
| Rob Woltjer                   | Anti-Revolutionaire Partij              | III | 27 juli 1948      | 15-07-1952 [ d ]  | [ 61 ] |
| Kees Woudenberg               | Partij van de Arbeid                    | III | 27 juli 1948      | 15-07-1952 [ d ]  | [ 62 ] |
| Johannes de Zwaan             | Christelijk-Historische Unie            | IV  | 27 juli 1948      | 18 september 1951 | [ 63 ] |